# Хила-Афшан
«Хила-Афшан» (азерб. Xilə-əfşan) — азербайджанские ворсовые ковры, входящие в бакинскую группу типа Куба-Ширван. По названию этот ковёр связан с селением Хила (старое название посёлка Амираджан), находящегося в 15 км южнее города Баку, на Апшеронском полуострове. Его производят также в соседних с селом Хила ковроткацких пунктах Бюль-бюле и Сураханы. В работах зарубежных авторов этот ковер нередко называют «Ширван», а некоторые из них ошибочно считают, что это «Дербент». В народе ковёр известен под названием «Саджаяги» — тренога. 

## Художественные особенности

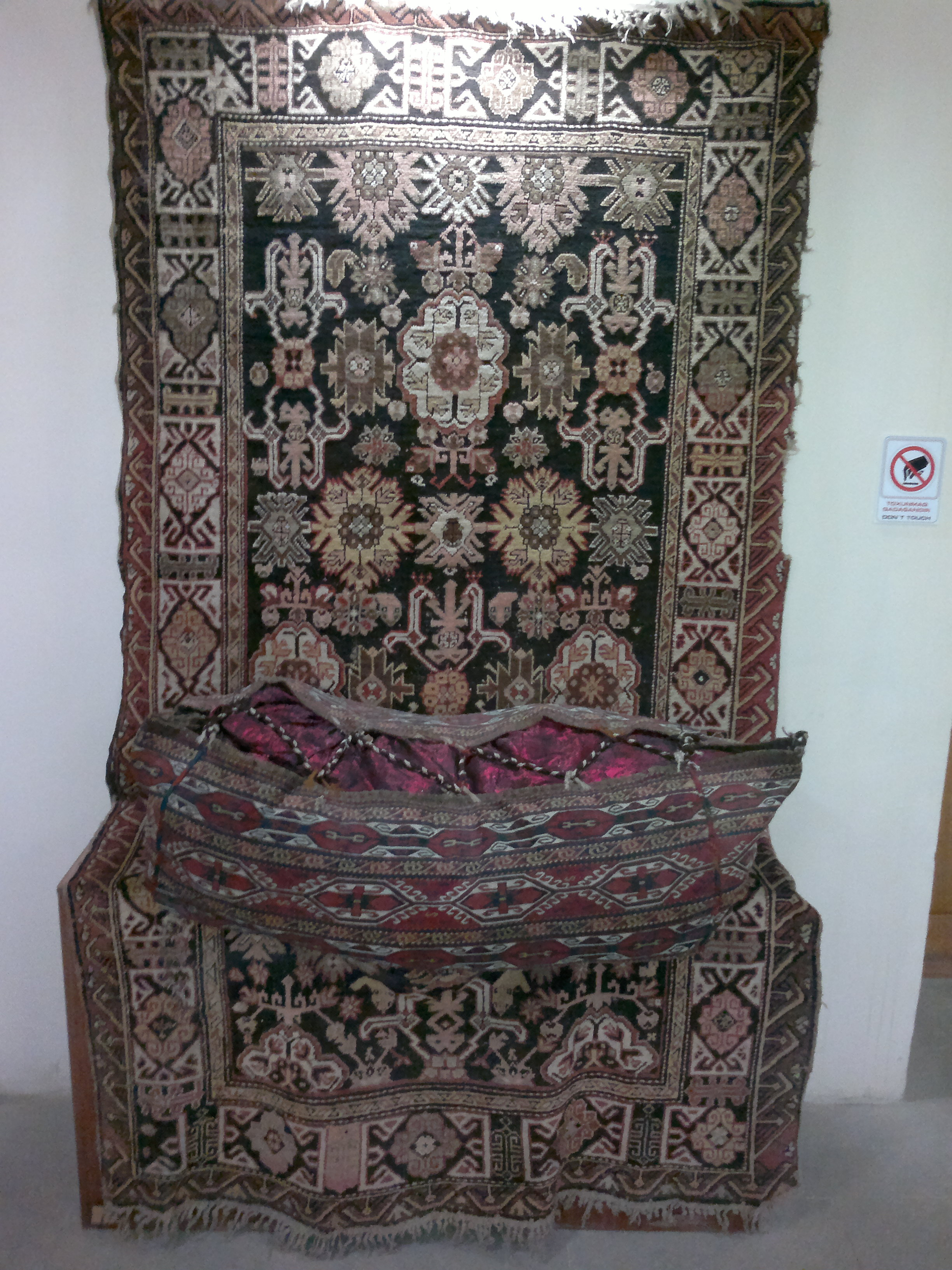
Ковёр «Хила-Афшан» (XVII век). Музей «Дворец Ширваншахов» (Баку)

Словарное значение слова «афшан» — «рассыпать», «распылять», «пёстрый», а в странах Ближнего Востока так называется самостоятельная орнаментальная композиция, которая применяется в декоративном искусстве. В росписи стен и плафонов, а также в ковроделии композицию «Афшан» составляют ветки спиралевидной формы сложного строения.
Композиция «Афшан» используется не только в коврах Куба-Ширванского типа, но и в коврах тебризской группы. Она широко распространена в таких городах развитого ковроделия, как Ардебиль, Сараб, Гараджадаг, и особенно характерна для города Тебриза. Несмотря на то, что ковры «Афшан» производятся на северо-востоке Азербайджана, где они образуют ширванскую группу, их сложная композиция присуща ковровой группе «Баку-Хила» и известна под названием «Хила-Афшан».
Следует отметить, что по строению к узору ковра «Афшан» близка и в какой-то степени сходна с ним композиция серединного поля таких ковров «Нальбекигюль», «Балыг», «Гараджадаг», «Сенна», «Герати», «Фарахан» и других. Композиции серединного поля этих ковров отличаются одна от другой только расстоянием раппортов.
Композиция серединного поля ковра «Хила-Афшан» бывает двух видов: «Гедим Афшан» и «Гёлли Афшан».

### «Гедим Афшан»
Композиция серединного поля этого ковра состоит из нескольких симметричных, последовательно повторяющихся раппортов большого расстояния. Узоры раппортов образуют спиралевидные ветки. На этих ветках размещается целый ряд связующих, заполняющих, вспомогательных и несколько основных элементов. Общий рисунок ковра делится на прямоугольники или квадраты, построенные на вертикальных и горизонтальных осях. Чаще всего встречаются ковры «Афшан» с раппортами малого и среднего расстояния. Но иногда встречаются и ковры с раппортами большого расстояния. Число раппортов может увеличиваться или уменьшаться в зависимости от размеров ковра и занимаемой площади.